# Helen Craig
Pour les articles homonymes, voir Craig.
Helen Craig, née le 13 mai 1912 à San Antonio (Texas) et morte le 20 juillet 1986 à New York (État de New York), est une actrice américaine.

## Biographie
Entamant sa carrière au théâtre, Helen Craig joue notamment à Broadway (New York), où elle débute en 1936 dans Russet Mantle de Lynn Riggs (en), aux côtés de John Beal (1909-1997), son mari depuis 1934. Suivent huit autres pièces, sa dernière étant More Stately Mansions (en) d'Eugene O'Neill (avec Ingrid Bergman et Arthur Hill), représentée en 1967-1968. S'ajoute la comédie musicale Lute Song (en) en 1946, sur une musique de Raymond Scott (avec Mary Martin et Yul Brynner).
Toujours à Broadway, mentionnons encore Johnny Belinda d'Elmer Harris (1940-1941, avec Horace McNally et Willard Parker) et La Maison de Bernarda Alba de Federico García Lorca (1951, avec Katína Paxinoú dans le rôle-titre et Ruth Ford).
Au cinéma, elle contribue à seulement cinq films américains, les deux premiers étant La Fosse aux serpents d'Anatole Litvak (1948, avec Olivia de Havilland et Mark Stevens) et Les Amants de la nuit de Nicholas Ray (1949, avec Cathy O'Donnell et Farley Granger). Ses trois films suivants sont tournés dans les années 1970, dont Rancho Deluxe de Frank Perry (1975, avec Jeff Bridges et Sam Waterston) et Héros de Jeremy Kagan (le dernier, 1977, avec Henry Winkler et Sally Field).
À la télévision américaine, elle apparaît dans le téléfilm La Légende de Lizzie Borden de Paul Wendkos (1975, avec Elizabeth Montgomery tenant le rôle-titre et Katherine Helmond).
S'ajoutent neuf séries, la première en 1951 ; parmi les huit suivantes (1975-1977), citons le feuilleton Le Riche et le Pauvre (cinq épisodes, 1976) et Kojak (sa dernière série, deux épisodes, 1976-1977).
Helen Craig meurt d'une crise cardiaque en 1986, à 74 ans, laissant veuf son époux nommé plus haut.

## Théâtre à Broadway (intégrale)
(pièces, sauf mention contraire)
- 1936 : Russet Mantle de Lynn Riggs : Manuelita
- 1938 : Soliloquy de Victor Victor : Ann Jerkins
- 1940 : The Unconquered d'Ayn Rand, adaptation de son roman Nous, les vivants (We the Living), mise en scène et production de George Abbott : Kira Argounova
- 1940-1941 : Johnny Belinda d'Elmer Harris : Belinda McDonald[1]
- 1941 : Comme il vous plaira (As You Like It) de William Shakespeare : Rosalind
- 1946 : Lute Song, comédie musicale, musique de Raymond Scott, lyrics de Bernard Hanighen, livret de Sidney Howard et Will Irwin, mise en scène de John Houseman : Princesse Nieou-Chi
- 1946 : Land's End de Thomas Job, musique de scène de Paul Bowles : Ellen Pascoe
- 1951 : La Maison de Bernarda Alba (The House of Bernarda Alba) de Federico García Lorca, adaptation de James Graham Lujan et Richard L. O'Connell : Angustias
- 1965 : Diamond Orchid de Jerome Lawrence et Robert E. Lee, mise en scène de José Quintero, costumes de Donald Brooks : Mama
- 1967-1968 : More Stately Mansions d'Eugene O'Neill, mise en scène de José Quintero : Nora Melody

## Filmographie

### Cinéma (intégrale)
- 1948 : La Fosse aux serpents (The Snake Pit) d'Anatole Litvak : l'infirmière Davis
- 1949 : Les Amants de la nuit (They Live by Night) de Nicholas Ray : Mattie Mansfield
- 1971 : The Sporting Club de Larry Peerce : Mme Olds
- 1975 : Rancho Deluxe de Frank Perry : Mme Castle
- 1977 : Héros (Heroes) de Jeremy Kagan : la gérante de la gare routière

### Télévision (sélection)
(séries, sauf mention contraire)
- 1975 : La Légende de Lizzie Borden (The Legend of Lizzie Borden) de Paul Wendkos (téléfilm) : Abby Borden
- 1976 : La Famille des collines (The Waltons)
  - Saison 4, épisode 15 The Search : la montagnarde
- 1976 : Le Riche et le Pauvre (Rich Man, Poor Man: Book I), feuilleton, épisodes 8 à 12 : Martha
- 1976 : Super Jaimie (The Bionic Woman)
  - Saison 1, épisode 7 Concours de beauté (Bionic Beauty) d'Alan Crosland Jr. : Mme Belding
- 1976-1977 : Kojak, première série
  - Saison 3, épisode 16 Pain, Amour et Sirtaki (The Forgotten Room, 1976) : Mme Janowski
  - Saison 4, épisode 17 Un message de trop (When You Hear the Beep, Drop Dead, 1977) de Jeannot Szwarc : Mme Whipple

## Note et référence
1. ↑  Rôle repris par Jane Wyman dans l'adaptation au cinéma de 1948, sous le même titre.